# 우치 (파키스탄)

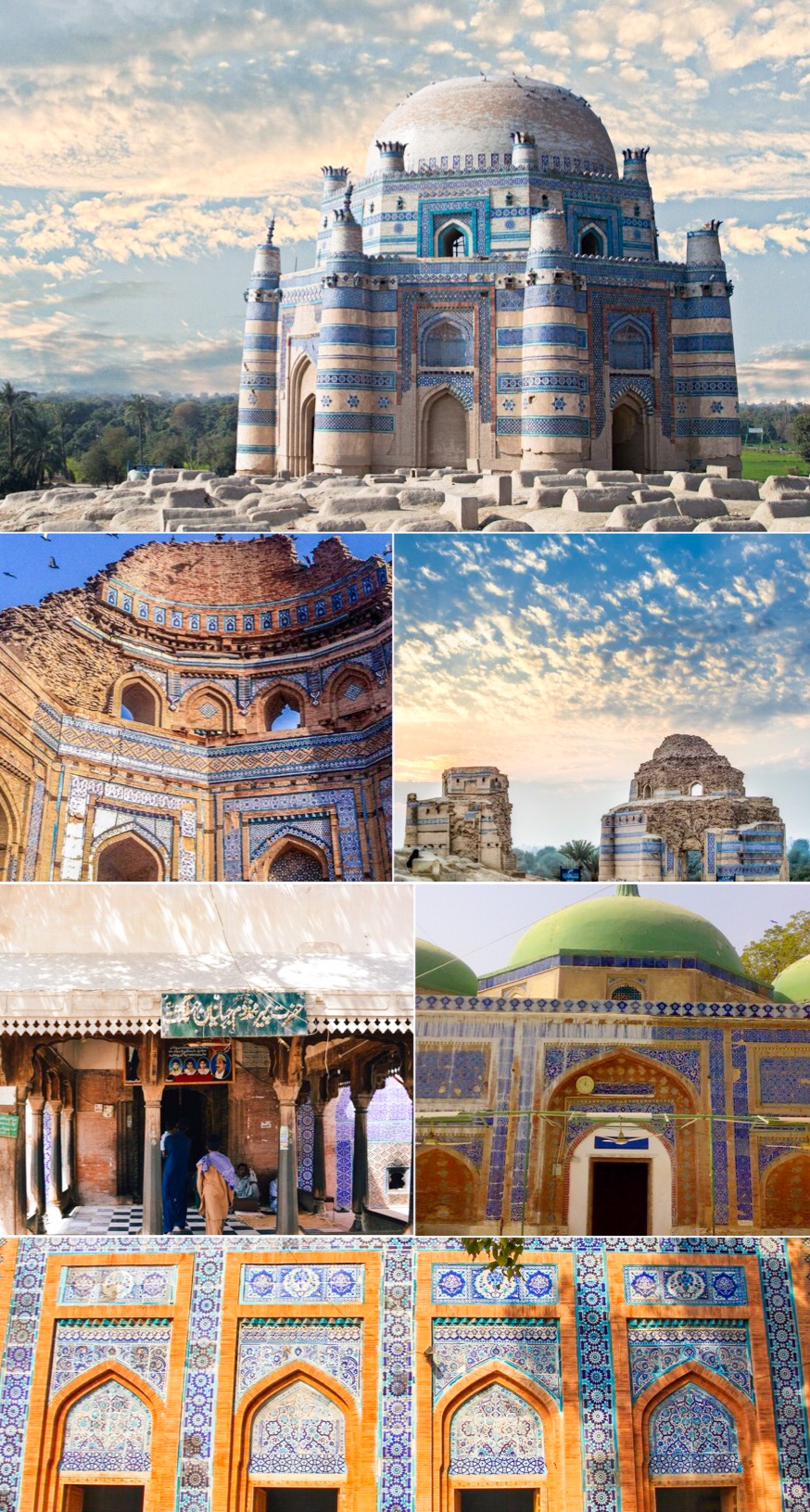
우치

우치(펀자브어: اچ, 우르두어: اوچ) 또는 우치샤리프(펀자브어: اچ شریف, 우르두어: اوچ شریف)는 파키스탄 펀자브주에 있는 도시다. 우치는 알렉산드로스 대왕의 인도 원정 중 세운 도시인 인더스의 알렉산드리아로 건립되었을 가능성이 높은 도시다.